# سیپکان
سیپکان، روستایی در دهستان گورک نعلین بخش مرکزی شهرستان میرآباد در استان آذربایجان غربی ایران است.

## جمعیت
بر پایه سرشماری عمومی نفوس و مسکن در سال ۱۳۹۵، جمعیت این روستا برابر با ۳۰۵ نفر (۷۹ خانوار) بوده‌است.